# شو مايدا
شو مايدا (باليابانية: 前田柊؛ بالكانا: まえだ しゅう) هو لاعب كرة قدم ياباني في مركز الوسط، ولد في 2 ديسمبر 1993 في ميه في اليابان. لعب مع Vanraure Hachinohe ‏.

## وصلات خارجية
- شو مايدا على موقع رابطة كرة القدم اليابانية للمحترفين (اليابانية)
- شو مايدا على موقع قاعدة بيانات كرة القدم.إي يو (الإنجليزية)
- شو مايدا على موقع Soccerway.com (الإنجليزية)